# Magnolia Pictures
Magnolia Pictures es una distribuidora y productora de cine estadounidense, y es una subsidiaria de 2929 Entertainment de Mark Cuban y Todd Wagner . 
Magnolia se formó en 2001 por Bill Banowsky y Eamonn Bowles,  y se especializa en películas extranjeras e independientes . Magnolia distribuye algunas de sus películas, especialmente títulos extranjeros y de género, bajo la división Magnet Releasing . En abril de 2011, Cuban había puesto a la venta Magnolia, pero afirmó que no vendería la empresa a menos que la oferta fuera "muy, muy convincente".  Uno de los estrenos recientes que distribuyó Magnolia es Shoplifters, un drama japonés que ganó la Palma de Oro 2018 en el Festival de Cine de Cannes y fue nominado a Mejor Película en Lengua Extranjera en la 91ª edición de los Premios de la Academia.